# Amherst, Wisconsin
Amherst är en ort i Portage County i delstaten Wisconsin, USA.